# 앤 셜리
앤 셜리(Anne Shirley)는 루시 모드 몽고메리의 소설 《빨간 머리 앤》의 등장인물이다.

## 초년 시절
앤 셜리는 노바스코샤주에서 월터 셜리와 버사 윌리스 셜리의 딸로 태어났다. 출생 직후 부모님이 병사하고 앤은 토머스 집에서 자랐다. 앤이 8세 때 토머스 씨가 열차 사고로 횡사해 앤은 해먼드 집에 맡겨졌다. 앤이 10세 때 해먼드 씨가 심근경색으로 별세해 앤은 한동안 고아원에 머무르다 스펜서 부인이 앤을 프린스에드워드아일랜드주로 데리고 갔다.

## 에이번리의 초록지붕집 시절
애초에 남자아이를 바라던 마릴라 커스버트는 오라비인 매튜 커스버트의 희망도 있고 해서 고심 끝에 앤을 받기로 결심한다. 앤은 다이애나 배리와 친한 친구가 된다. 한때 다이애나에게 포도주를 잘못 먹여 다이애나와의 교제를 포기해야 할때도 있었으나 다이애나의 여동생(미니 메이)을 치료해 줌으로써 다시 다이애나와 사귈 수 있게 된다. 앤은 처음에는 공공연히 실수도 하지만 차차 원숙해져 퀸 학원에 수석으로 합격하고 1년간 다닌다. 졸업 직후 매튜는 심근경색으로 별세하고 마릴라도 시력이 불안해져 계획하던 대학 진학을 포기하고 이후 에이번리 학교에서 1년간 교사로 지낸다.

## 대학 재학 시절
그 이후 마릴라와 린드 부인이 같이 살게 돼 고대하던 대학에 갈수 있게 되었다. 앤은 길버트 블라이스와, 이미 퀸 학원에서 사귄 친구 프리실라 그랜트와 함께 노바스코샤 주의 레드먼드 대학에 가서 새 친구 필리파 고든을 사귄다.

## 고등학교 교장 시절
대학을 졸업한 앤은 프린스 에드워드 아일랜드로 돌아와 섬머사이드 고등학교에서 교장직을 맡는다. 이때 그곳 명문 프링글 집안과 신경전을 벌이기도 한다.

## 길버트와의 결혼과 자녀들의 출생
- 교장직을 사직하고 앤은 길버트와 결혼하고 글렌 세인트 메리 인근의 포 윈즈에 정착한다. 생후 바로 세상을 뜬 조이스는 접어두고 이후 젬 등 3남3녀를 낳고 이 6남매가 어느정도 자랐을 때 메러디스 목사가 마을에 부임, 그의 아이들 2남2녀와도 엮인다.